# Ordine militare di San Benedetto d'Avis
L'Ordine militare di San Benedetto d'Avis (in portoghese: Ordem de São Bento de Avis) è un ordine monastico-militare portoghese.

## Storia
Trae origine da un gruppo di cavalieri riunitisi nel 1147 per combattere i Mori in Portogallo: nel 1166 il re Alfonso I affidò loro la difesa della città di Évora e impose loro l'osservanza della regola cistercense.
Nel 1211 i cavalieri presero Avis agli Arabi, trasferirono nella città la loro sede e l'ordine assunse l'attuale nome, con il quale fu confermato da papa Innocenzo III nel 1214: quando Giovanni I, figlio naturale di Pietro I e gran maestro dell'ordine, divenne re del Portogallo, cambiò il nome della sua dinastia in casa d'Avis (1385).
Le sorti dell'ordine si legarono sempre più strettamente a quelle della Corona portoghese, alla quale venne annesso ufficialmente nel 1550: fu secolarizzato nel 1789 da Maria I, che la rese una semplice ricompensa al valore militare; all'epoca dell'esilio della famiglia reale portoghese venne trasferito in Brasile.
L'Ordine antico venne soppresso dal nuovo regime rivoluzionario nel 1910 benché né la Chiesa cattolica né la famiglia reale accettarono il fatto come legittimo e anzi il Vaticano continuò a riconoscere il deposto sovrano Manuele II del Portogallo come legittimo capo dell'ordine e ad essere conferito privatamente dal capo della Casa Reale. Nel 1917, in maniera controversa tra gli stessi rivoluzionari, il governo repubblicano creò un ordine omonimo che utilizza abusivamente i simboli dello stesso Ordine e pretende di esserne il continuatore.

## Classi
L'Ordine dispone delle seguenti classi di benemerenza a dei post nominali qui indicati tra parentesi:
- gran croce (GCA)
- grand'Ufficiale (GOA)
- commendatore (ComA)
- ufficiale (OA)
- cavaliere (CavA o DamA)

| Nastri    |           |              |                 |            |
| Cavaliere | Ufficiale | Commendatore | Grand'ufficiale | Gran croce |